# Rhyacophila satoi
Rhyacophila satoi är en nattsländeart som beskrevs av Kuranishi 1997. Rhyacophila satoi ingår i släktet Rhyacophila och familjen rovnattsländor. Inga underarter finns listade i Catalogue of Life.